# Safia albimacula
Safia albimacula là một loài bướm đêm trong họ Noctuidae.